# Valeur de consigne
Pour les articles homonymes, voir Consigne.
 (octobre 2023).
Si vous disposez d'ouvrages ou d'articles de référence ou si vous connaissez des sites web de qualité traitant du thème abordé ici, merci de compléter l'article en donnant les références utiles à sa vérifiabilité et en les liant à la section « Notes et références ».

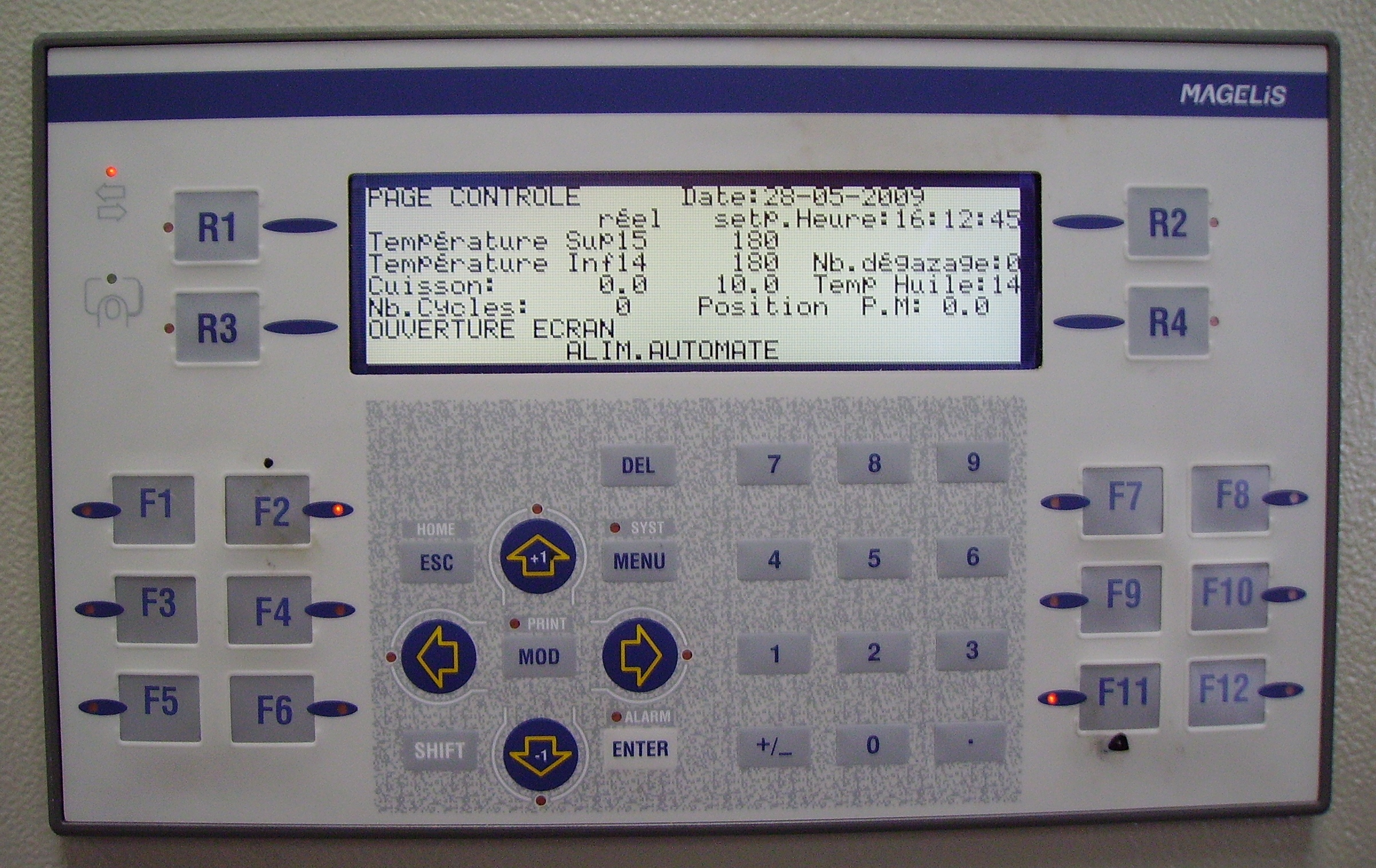
Thermorégulation : panneau de contrôle d'une presse indiquant deux valeurs de consigne (« setp. » =).

La valeur de consigne est la valeur de la grandeur physique, fixée par la partie commande, qu'un automatisme, par exemple un régulateur PID, visera à atteindre.